# 塔莉娅·芒罗
塔莉娅·芒罗（英語：Thalia Munro，1982年3月8日—），美国女子水球运动员。她曾代表美国国家队参加2004年夏季奥林匹克运动会水球比赛，结果队伍获得一枚铜牌。